# Mentőosztag (televíziós sorozat)
A Mentőosztag (eredeti cím: Rescue Heroes) 1999 és 2003 között bemutatott kanadai televíziós rajzfilmsorozat, amely negyven epizódból áll. Kanadában 1999 és 2003 a Teletoon vetítette, 1999 és 2000 között a CBS sugározta, majd 2000 és 2003 között a Kids' WB! tűzte műsorra. Magyarországon a Minimax mutatta be. A sorozathoz 2003-ban egész estés film is készült, Mentőosztag: A film (Rescue Heroes: The Movie) címen.

## Ismertető
A Mentőosztag egy speciális helyzetekre képzett csapat, akiknek célja, hogy a természetes és ember okozta katasztrófákból mentsenek embereket és oldják meg a helyzetet. A központ, más néven a parancsnoksági központ, ahol a csapatvezető Billy Blazes, valamint a csapat tagjai Wendy Waters, Jake Justice, Jack Hammer, Ariel Flyer és Rocky Canyon tartózkodik. A feladatot a parancsnoki központba a Mentőosztag igazgatója,  Warren Waters és vezető diszpécsere, Roger Houston  adja. A legtöbb epizód végén a Mentőosztag biztonsági tanácsokat ad, és megvitatja, hogyan kell kezelni az epizódban megjelenő vészhelyzetet. Az epizód általában a "Tartsatok ti is a mentőosztaggal, óvjuk egymást" (az utolsó évadban "Gondolkozz a mentőcsapat tagjaként., légy résen!)  szlogennel zárul.

## Szereposztás
| Szereplő                | Eredeti hang                                       | Magyar hang                                          |
| ----------------------- | -------------------------------------------------- | ---------------------------------------------------- |
| Billy Blazes            | Norm Spencer                                       | Rosta Sándor                                         |
| Wendy Waters            | Lenore Zann                                        | Németh Kriszta                                       |
| Jake Justice            | Martin Roach                                       | Balázsi Gyula Berzsenyi Zoltán                       |
| Richmond "Rocky" Canyon | Joseph Motiki                                      | Holl Nándor                                          |
| Ariel Flyer             | Lisa Messinger (1. évad) Deborah Odell (2-3. évad) | Mics Ildikó                                          |
| Jack Hammer             | Rod Wilson                                         | F. Nagy Zoltán Csík Csaba Krisztián Mesterházy Gyula |

## Szereplők

### Főszereplők
- William "Billy" Blazes (Spencer Norm) – Billy, a tűzoltó, a Mentőosztag vezetője, aki segített kiválasztani a csapat többi tagjait. Van egy fiatalabb testvére, Bobby. Billy-nek sok konfliktusa volt az édesapjával. Ez azért volt, mert Bobby úgy döntött, hogy olyan tűzoltóvá válik, mint Billy, ahelyett, hogy építőmunkás lenne, mint az apja. Fába fektetett, amelyet meggyújtottak. "Az évszázad vihara 1. rész" című epizódban kiderült, hogy Billy családja Quebec-ből származik.
- Wendy Waters (Lenore Zann) – Wendy, egy tűzoltó, másodparancsnok. Az apja, Warren, a Mentőosztag igazgatója, aki a Hexagon nevű  űrállomáson dolgozik. Wendy az apja tanácsára lépett be a csapatba. Wendy szakképzett tűzoltó és robbantó. Egy fiatalkorában történt búvárbaleset miatt a búvárkodás nem áll közel hozzá az eredeti VHS-es sorozatban, viszont a többi évadokban nem okoz neki problémát. Zsidó vallású.
- Jake Justice (Martin Roach) – Jake, egy rendőrtiszt akiből akkor lett Mentőosztagos, amikor egy televíziós autós üldözés után elkapta a bűnözőt. Általában egy motort vezet és azzal ment. Viszont a tűzoltás sem okoz neki problémát és képzett búvár.
- Richmond "Rocky" Canyon (Joseph Motiki) – Rocky a hegymászás specialistája, a Mentőosztag legfiatalabb tagja. Amikor Billy egyszer úgy gondolta, hogy abbahagyja a mentést és kilép a csapatból, végül Rocky meggyőzte őt, hogy maradjon. A "Tornádó" epizód szerint a szülővárosa Oklahoma, és édesapja meghalt. Rocky valódi neve, "Richmond", a "Barlangomlás" című epizódban derül ki.
- Ariel Flyer (Lisa Messinger az első szezonban, Deborah Odell a második és harmadik szezonban) – Ariel elsősorban helikopter és repülőgép pilóta emellett állatszakértő és búvár. Egykor kaszkadőr volt, ahol egy Avery Ator nevű riválisa volt. Azonban Avery természete miatt sokszor került bajba ahonnan Ariel számos alkalommal megmentette őt.
- Jack Hammer (Rod Wilson) – Jack, egy texasi építőmunkás volt eredetileg, azonban a Mentőosztag parancsnoksági bázisának építése közben több embert mentett meg egy darubalesetből. Emiatt lehetőséget kapott arra, hogy csapattag lehessen. Jack fiatalabb húga, Jill, aki a Texas-i tűzoltóság tagja.

### Mellék szereplők
- Al Pine (Edward Glen) – Sarkvidéki mentési specialista. Magyar hangja: Imre István
- Ben Choppin (Robert Bockstael) – Favágó
- Bill Barker (Kent Sheridan) – K-9-es kiképző, magyar hangja: F. Nagy Zoltán
- Bob Buoy (Dorian Harewood) – Búvár és tengeralattjáró vezető, magyar hangja: Janovics Sándor
- Bob Sled (Andrew Sabiston) – Északi sarkvidéki mentőszakértő és motor vezető
- Brandon Irons (Bruce Dinsmore) – Cowboy
- Cliff Hanger (Adrian Hough) – Légi vitorla operátor és légimentő, magyar hangjai: F.Nagy Zoltán és Mikula Sándor
- Gil Gripper (Paul Essiembre) – Búvár és Jetski Operátor, magyar hangjai: Pálmai Szabolcs és Albert Gábor
- Hal E. Copter (Tony Daniels) – Heli-pack operátor,magyar hangjai: Bordás János és Hamvas Dániel
- Kenny Ride (Richard Yearwood) – Kerékpáros rendőr
- Matt Medic (Andrew Pifko) – Orvos – magyar hangja: Janovics Sándor
- Maureen biologist (Tara Strong) – Óceáni mentőszakértő és búvár – magyar hangja: Makay Andrea
- Pat Pedding (Donald Burda) – A Rescue Heroes fő felszereléstervezője
- Perry Chute (James Rankin) – Ejtőernyős és légimentő
- Rip Rockefeller (Cathal J. Dodd) – Hegymászó, magyar hangja: Hegedűs Miklós
- Rock Miner (David Kaye) – Biztonsági barlangász
- Roger Houston (Christopher Earle) – Űrhajós és kommunikációs tiszt, magyar hangjai: Katona Zoltán, Bordás János
- Sandy Beach (Jesse Collins) – Vízimentő és Szörf specialistaa
- Sam Sparks (Vince Corazza) – Tűzoltó, magyar hangja: Mikula Sándor
- Sergeant Siren (Dean McDermott) – Rendőr őrmester
- Seymour Wilde (Cedric Smith) – Állat mentő és vadőr
- Warren Waters (John Bourgeois) – Igazgató és vezető diszpécser, Wendy Waters édesapja. Magyar hangjai: Vizy György, Imre István, Papucsek Vilmos
- Willy Stop (Paul Haddad) – Rendőr
- Bobby Blazes  – Tűzoltóparancsnok, Billy öccse, magyar hangja: Csík Csaba Krisztián
- Jill Hammer – Tűzoltó a Texas Fire Brigade-nél (Jack húga), magyar hangja : Zsigmond Tamara
- Grant Granit  – barlangkutató, Rocky volt  tanára az egyetemen. Magyar hangja: Albert Péter
- Nick és Eddie  Seville – Jake  "kis testvérei", magyar hangjaik: Szokol Péter és Pálmai Szabolcs

### Állatok

#### Kutyák
- Smokey – dalmata (Rocky Canyon)
- Windchill – bernáthegyi (Al Pine)
- Buster – német juhász (Bill Barker)

#### Egyéb
- Nemo – delfin (Gil Gripper)
- Comet – majom (Roger Houston)
- Radar – denevér (Rock Miner)

## Epizódok
PILOT EPIZÓD (1997)
- 1. Láva riadó (Soha nem sugárzott a televízióban, csak a VHS-en és DVD-n érhető el): A vulkán a Paradise Point partján fog kitörni. Noah Lott professzor, egy természettudós és felesége a vulkán közelében táboroznak, miközben gyerekeik is felfedeznek, távol a biztonságtól. A Mentőosztag feladata a család mentése, mielőtt túl késő lenne.

ELSŐ ÉVAD (1999-2000)
- 2. Veszély a csúcson: Egy tűzoltás során a Rocky Canyon túlságosan buzgó, dolgokat a saját kezébe veszi, figyelmen kívül hagyva a csapat tervét, és véletlenül kockáztatja a többiek biztonságát. A Mentőosztag kifejezi a tervhez való ragaszkodás fontosságát és biztonságot, valamint a csapatmunkát. Később a Mentőosztagot felszólítják arra, hogy megmentsék a hegyi hegymászókat, akik a vad, váratlan vihar és az azt követő lavina áldozatai lettek. Rocky a csapat tervére támaszkodik, és a Mentőosztag sikeresen megmenti a hegymászókat. (1999. október 2.)
- 3. El Niño: Egy távoli dél-amerikai szigeten, a váratlan viharos esőzések vízzel teli vulkánt eredményeznek, és a föld felé sodródnak. Ahogy a Mentőosztag jön a város segítségére, Jake Justice egy idős emberrel találkozik, aki ragaszkodik hozzá, hogy egy ősi legendára támaszkodva mentse meg őt. (1999. október 9.)
- 4. Szökőár: Dél-Amerika partjainál keletkező földrengés óriási (szökőárt) hoz létre ami egész Chile népségét veszélyezteti. Wendy Waters-nek Gil Gripper segítségével egy detonációs eszközt kell elhelyeznie az óceán felszíne alatt, hogy segítsen megállítani a szökőárt, mielőtt elárasztaná az egész földrészt. Wendy egy régebben történt búvár balesete miatt fél a víz alá merülni. A mentés kedvéért legyőzi félelmét és sikerül megállítaniuk a katasztrófát. (1999. október 16.)
- 5. Forgószél: Egy tornádó söpör végig Oklahomán Rocky szülővárosában. Rocky-nak meg kell óvnia a pusztító széltől szeretett Hot Rod-ját(aminek hatalmas eszmei értéke van számára). Váratlanul feltűnik egy gyerekkori ellensége aki szintén mentésre szorul. (1999. október 23.)
- 6. Elektromos vihar: Egy hirtelen villám megszünteti a városban az áramellátást és a telefonvonalakat, és tüzet okoz, valamint robbanásokat. Mentésük során a Mentőosztag számos problémával szembesül, amelyeket meg kell oldaniuk és emlékeztetni kell őket arra, hogy kitartsanak. (1999. november 6.)
- 7. Meteorzápor: Miután Wendy megsérül egy mentésben felmegy az apjához (Warren Waters) a Mentőosztag űrállomására A Hexagon-ba. Eközben egy meteorzápor érkezik a földre és a Hexagon-ra is esik. Wendy-nek az apjával kell együtt dolgozni az űrben, ameddig a többi Mentőosztagos a földön segíti az embereket. Warren azt javasolja lányának, hogy lépjen be az űrkutatási programba és így közösen dolgozzanak. Wendy nemet mond, mert inkább a földön szeretne életeket menteni. (1999. november 13.)
- 8. Olajszivárgás a sarki tengeren: Egy olajszállító anyahajó a sarkvidéken lévő hatalmas jéghegynek verődik, szivárogni kezd az olaj, ami jelentős olajszennyezést okoz. A Mentőosztag kihasználja a Jack Hammer szakértelmét a javításban. A feladat nehezebb és időigényesebb, mint ahogy Jack gondolta, és megtudja, hogy sokkal rosszabb, mint jobb, ha nem kér segítséget a csapat többi tagjától, amikor mások segítségével is ugyanúgy teljesíthető a feladat. (1999. november 20.)
- 9. A baj nem jár egyedül: Amikor a média felfigyel Ariel hősies mentésére egy csapdába esett túrázón az erdőtűz alatt, a Nemzeti Biztonsági Tanács felkéri, hogy a tanítson a biztonságról. Ariel elfogadja a lehetőséget. Sajnos az órái miatt nem marad ideje a csapathoz, ezért távoznia kell. A hirtelen árvíz alatt Ariel számára nyilvánvalóvá válik, hogy készségei kétségbeesetten szükségesek, és a Mentőosztag, ahol a legtöbbet segíthet. (1999. december 4.)
- 10. Négy tűz és egy tűzeső: A szomszéd gyerek véletlenül tüzet okoz egy petárdával Jake egykori "kis testvérének" Nick házában. Jake és a Mentőosztag a helyi hatóságokat segítve oltják el a tüzet. A ház megsérült, és időbe telik a javítás, így Jake a Parancsnoki Központot kínálja a család ideiglenes otthonaként. Amikor Nick a Hyperjeten marad véletlenül, súlyos problémákat okoz egy aktív vulkánnál mentés közben. (2000. január 15.)
- 11. Barlangomlás: Rocky régi tanára és gyerek csoportja egy barlangban reked, a Mentőosztagot hívják segítségül. (1999. December 11.)
- 12. Tűz a 13-as mezőn: A Mentőosztagot-t hívják, hogy segítsenek a helyi tűzoltóknak egy hatalmas erdőtűz mellett, amely közvetlenül több földgázmező felé halad. Billy Blazes a testvére, Bobby segítségére siet, aki nehezen tudja fékezni haragját a tűz iránt, ezért veszélybe sodorja magát és másokat. (1999. december 18.)
- 13. Az Évszázad Vihara, Első rész: Egy hatalmas hideglevegő-tömeg söpör végig a világon, ami viharokat okoz Észak-Amerikában. Billy találkozik az apjával, amikor szülővárosában, Quebec-ben egy mentés közben. Később Billy és az apja a Hyperjetben ragadnak, és a nézeteltéréseiket félretéve kell kiutat találniuk a szorult helyzetből. (2000. január 22.)
- 14. Az Évszázad Vihara, Második rész: Billy apja elfogadja fia döntését, hogy segítsen másokon. Együtt dolgoznak, és megpróbálnak kijutni egy veszélyes helyzetből. (2000. január 29.)